# Боровской сельсовет (Белозерский район)
Боровской сельсовет — упразднённые административно-территориальная единица и муниципальное образование со статусом сельского поселения в Белозерском районе Курганской области.
Административный центр — село Боровское.
9 января 2022 года сельсовет был упразднён в связи с преобразованием муниципального района в муниципальный округ.

## История
Образован в 1919 году в Белозерской волости Курганского уезда.
Постановлениями ВЦИК от 3 и 12 ноября 1923 года в составе Курганского округа Уральской области РСФСР образован Белозерский район, который 17 января 1934 года включён в состав Челябинской области, а 6 февраля 1943 года в состав Курганской области.
14 июня 1954 года Боровской сельсовет объединён с упразднённым Диановским сельсоветом.
1 февраля 1963 года Белозерский район упразднён, Боровской сельсовет включён в состав Варгашинского сельского района.
3 марта 1964 года Боровской сельсовет включён в состав Кетовского сельского района.
12 января 1965 года вновь образован Белозерский район.
Законом Курганской области от 30 мая 2018 года N 49, в состав Боровского сельсовета были включены все населённые пункты упразднённого Зюзинского сельсовета.

## Население
| 1926 | 1989  | 2002  | 2004  | 2010 | 2012  | 2013  |
| ---- | ----- | ----- | ----- | ---- | ----- | ----- |
| 1339 | ↗1466 | ↘1127 | ↘1096 | ↘899 | ↘869  | ↘846  |
| 2014 | 2015  | 2016  | 2017  | 2018 | 2019  | 2020  |
| ↘836 | ↘833  | ↗838  | ↗855  | ↘850 | ↗1229 | ↘1197 |

## Состав сельского поселения
| № | Населённый пункт | Тип населённого пункта       | Население |
| - | ---------------- | ---------------------------- | --------- |
| 1 | Березовский      | посёлок                      | ↘99       |
| 2 | Боровское        | село, административный центр | ↘644      |
| 3 | Дианово          | деревня                      | ↘7        |
| 4 | Масляная         | деревня                      | ↘149      |
| 5 | Бузан            | село                         | ↘15       |
| 6 | Зюзино           | село                         | ↘247      |
| 7 | Лихачи           | деревня                      | ↘106      |
| 8 | Новозаборка      | деревня                      | ↘59       |
| 9 | Слободчикова     | деревня                      | ↘0        |

## Местное самоуправление
Администрация сельсовета
641366, Курганская область, Белозерский район, с. Боровское, ул. Советская, д. 23а.